# Factory Showroom
Albums de They Might Be Giants
John Henry
(1994) Long Tall Weekend
(1999)
Factory Showroom est un album Pop/rock alternatif de They Might Be Giants, sorti le 26 octobre 1996.

## Chansons
- 1. S-E-X-X-Y - 3 min 51 s
- 2. Till my head falls off - 2 min 53 s
- 3. How can I sing like a girl - 4 min 32 s
- 4. Exquisite dead guy - 2 min 02 s
- 5. Metal detector - 3 min 50 s
- 6. New York City - 3 min 02 s
- 7. Your own worst enemy - 1 min 45 s
- 8. XTC vs. Adam Ant - 3 min 37 s
- 9. Spiraling shape - 4 min 24 s
- 10. James K. Polk - 3 min 04 s
- 11. Pet name - 4 min 04 s
- 12. I can hear you - 1 min 57 s
- 13. The bells are ringing - 3 min 32 s

## Single
- S-E-X-X-Y (1996)

## Membres
- John Flansburgh: chant, guitare
- John Linnell: chant, clavier
- Eric Schermerhorn: guitare
- Tony Maimone: basse
- Graham Maby: basse
- Brian Doherty: batterie